# إريك برودي
إريك برودي (بالإنجليزية: Eric Brodie)‏ هو لاعب كرة قدم بريطاني في مركز نصف الجناح، ولد في 8 نوفمبر 1940 في Blairgowrie and Rattray ‏ في المملكة المتحدة. لعب مع دندي يونايتد وشروزبري تاون ونادي بانغور سيتي ونادي ترانمير روفرز ونادي تشستر سيتي ونادي سلتيك.